# Ikayaki
L’ikayaki (いか焼き／イカ焼き／烏賊焼, calmar grillé ou cuisiné) est un plat populaire au Japon, où il est dégusté sur le pouce. Dans la majeure partie du Japon, le terme désigne simplement un calamar grillé assaisonné avec de la sauce soja ; la portion de calmar peut être le corps tout entier (excepté les viscères), des anneaux découpés dans le corps du calmar ou un ou plusieurs tentacules, suivant la taille. Les ikayaki sont servis dans de nombreux  izakaya. Manger un tentacule grillé sur un bâton est populaire dans les matsuri, festivals japonais.

## Variété d'Osaka
Dans cette ville, l’ikayaki peut désigner une sorte de crêpe au calmar, une spécialité régionale d'Osaka. Celle-ci se présente comme une crêpe repliée faite de calmar haché, dans une pâte consistante, de sauce Worcestershire et éventuellement d'œufs préparés entre deux plaques de fer. La popularité de ce style d’ikayaki est en partie due au temps très court nécessaire à sa préparation, environ une minute.

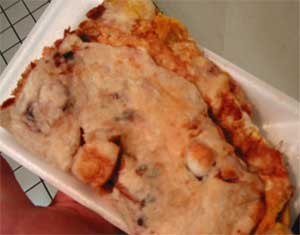
Ikayaki d'Osaka.
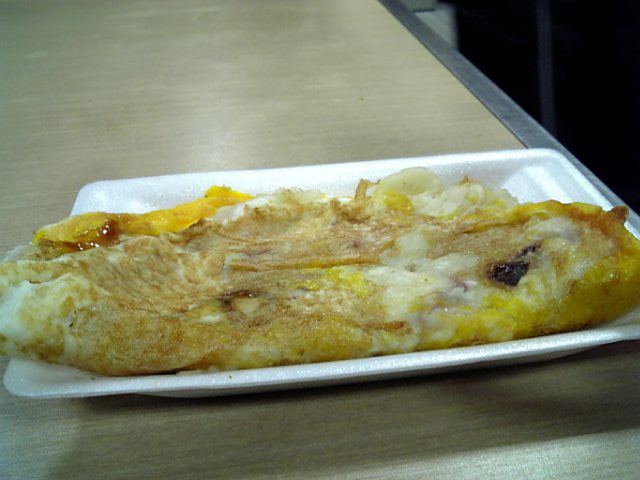